# Helmer Syk
Sune Helmer Robert Syk, född 10 oktober 1926 i Göteborg, död 16 juli 2002 i Malmö, var en svensk arkitekt.
Syk, som var son till överingenjör Robert Syk och Anna Ohlsson, avlade studentexamen i Stockholm 1945 och utexaminerades från Kungliga Tekniska högskolan 1951. Han anställdes hos HSB i Stockholm 1952, Folke Löfström arkitektkontor 1953, Landsbygdens Byggnadsförening 1955, Harry Eglers stadsplanebyrå 1958, bedrev egen arkitektverksamhet i Lycksele och var stadsarkitekt i Lycksele stad 1959–1965, blev länsarkitekt i Norrbottens län 1965 och i Malmöhus län från 1971. Han var ordförande i Övre Norrlands arkitektförening 1966. Bland hans arbeten märks stadsplan för Lycksele centrum och Sankt Mikaelsgården i Lycksele. Syk är gravsatt i minneslunden på S:t Pauli mellersta kyrkogård i Malmö.